# Каммин (Росток)
Каммин (нем. Cammin, название происходит от славянского «камень») — коммуна в Германии, в земле Мекленбург-Передняя Померания.
Входит в состав района Бад-Доберан. Подчиняется управлению Тессин. Население составляет 811 человек (на 31 декабря 2010 года). Занимает площадь 32,15 км².